# Interstate 210 (Californie)
Pour les articles homonymes, voir Interstate 210.
La Foothill Freeway est une autoroute du Grand Los Angeles débutant dans le district de Sylmar pour se terminer à Redlands. Le segment ouest est l'Interstate 210 (I-210) de son terminus ouest à l'I-5 jusqu'à la SR 57 à Glendora, alors que le segment est est la State Route 210 (SR 210) jusqu'à son terminus est à l'I-10.
Le nom de Foothill Freeway fait référence au Foothill Boulevard ainsi qu'aux Monts San Gabriel, desquels l'autoroute est parallèle sur la majeure partie de sa longueur. L'autoroute longe les pieds des montagnes, connectant les banlieues nord-est de Los Angeles à l'Inland Empire. À l'est de Pasadena, la Foothill Freeway longe, et remplace parfois, l'ancienne route 66.
Le segment entre l'I-5 et SR 259 à San Bernardino a été mis aux standards autoroutiers en 2007, mais le segment à l'est demeure une State Route, faute de respecter les critères. En février 2020, la construction de deux nouvelles voies, une par direction, a commencé. Ce projet portera le nombre de voies à trois dans chaque direction. Il prend place entre Sterling Avenue à San Bernardino et San Bernardino Avenue à Redlands, près du terminus est de l'autoroute.

## Description du tracé

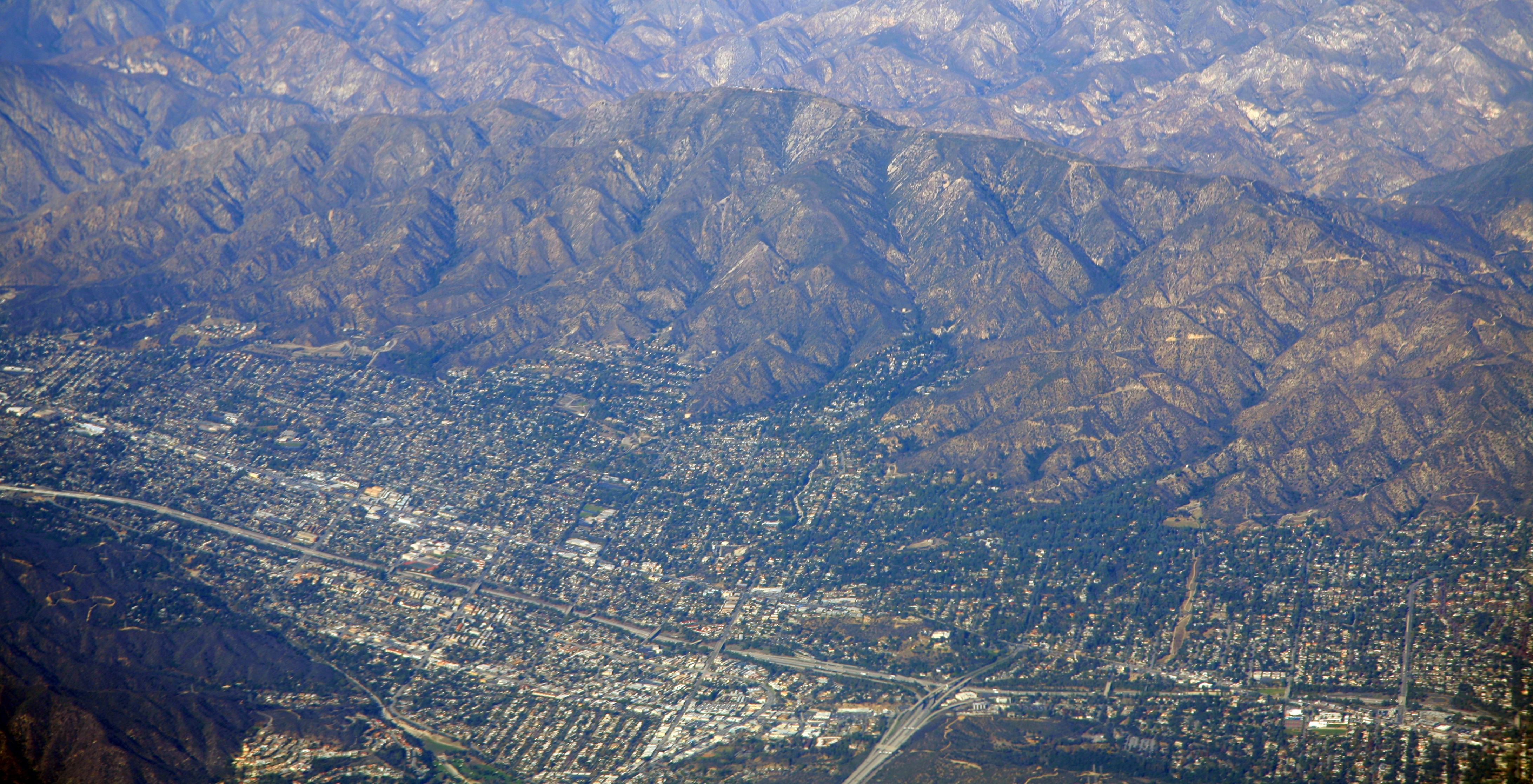
I-210 à La Crescenta-Montrose, sous les Mont Lukens; intersection avec Glendale Freeway en bas à droite

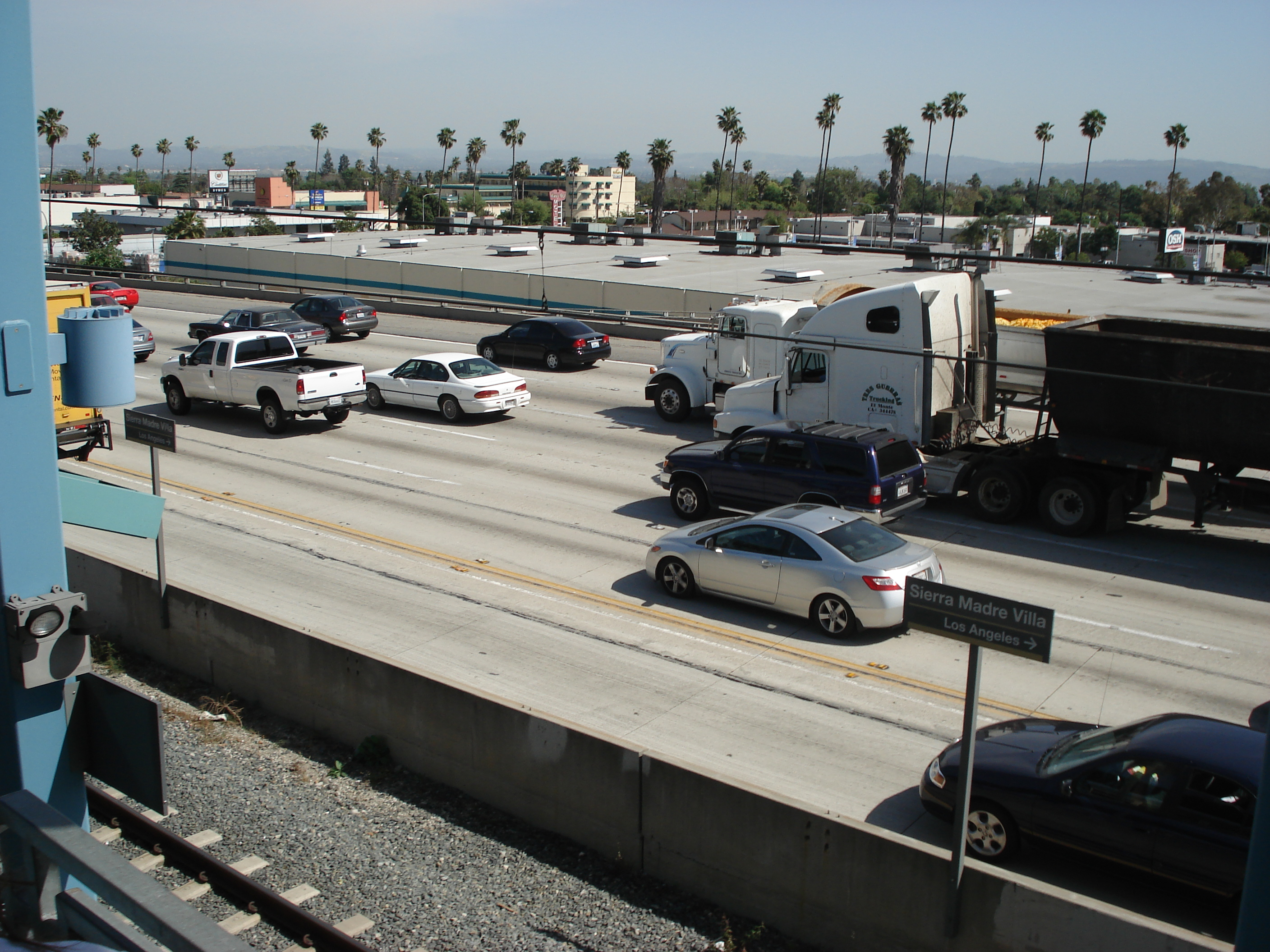
Foothill Freeway vue depuis le Metro Gold Line, station Sierra Madre Villa

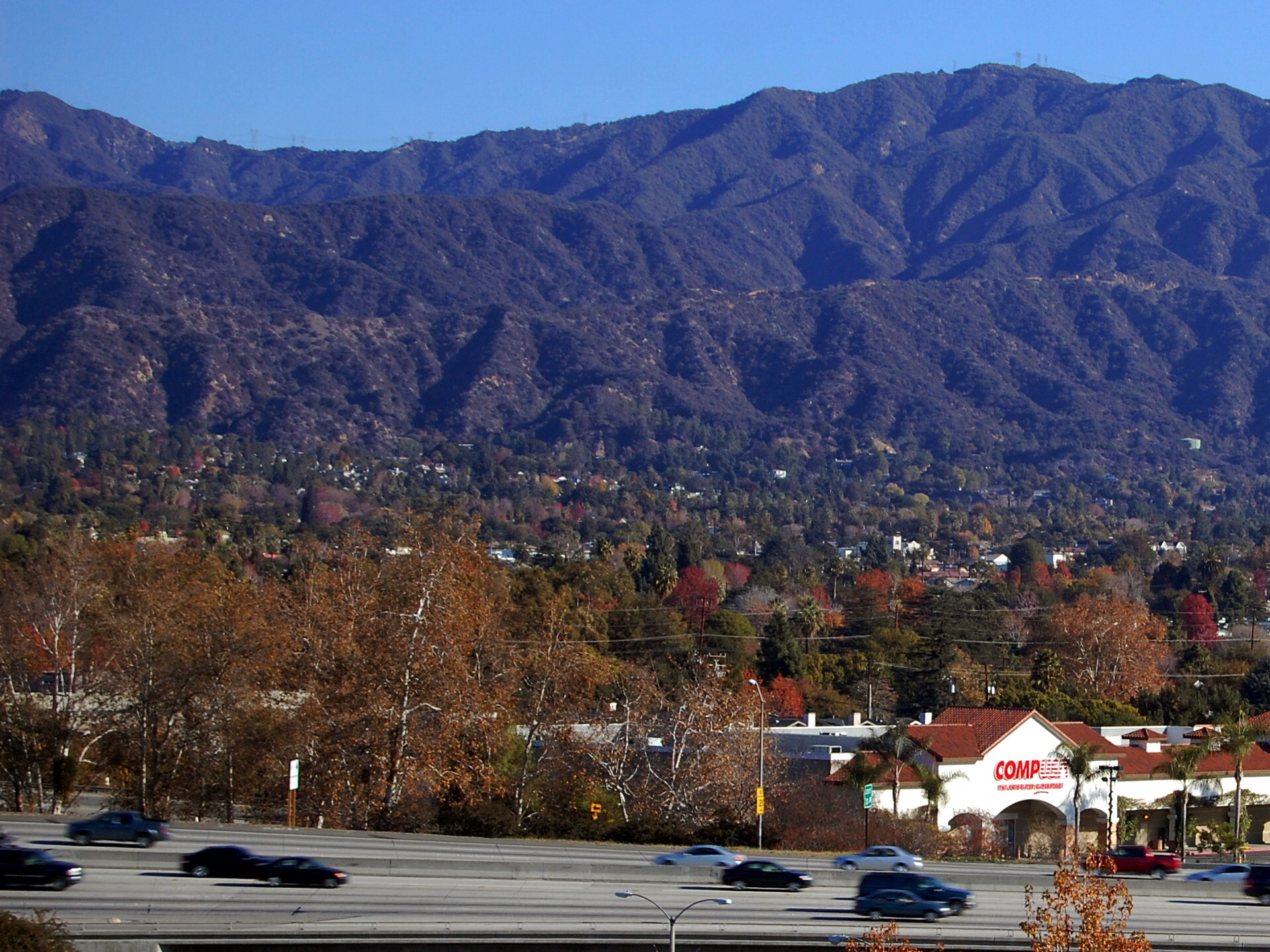
Portion surélevée de l'autoroute à Monrovia

Le terminus ouest de l'-210 est à la jonction avec l'I-5, près du district de Sylmar à Los Angeles. À partir de ce point, l'alignement de l'autoroute est généralement diagonal, adoptant une orientation nord-ouest/sud-est. Après avoir quitté Los Angeles, elle entre au nord de Glendale puis à La Cañada Flintridge où elle rencontre la Glendale Freeway et la Angeles Crest Highway (SR 2) avant de se diriger vers le sud par sa jonction avec la Ventura Freeway (SR 134) à Pasadena. À cet échangeur, la Foothill Freeway change d'alignement et devient réellement une autoroute ouest-est. À partir du nord, les premières voies de l'I-210 deviennent les bretelles nord de l'I-710, alors que de l'est, les voies de la Ventura Freeway deviennent l'I-210 alors que la Ventura Freeway atteint son terminus est. Après avoir croisé le terminus nord de l'I-605 (San Gabriel River Freeway), l'I-210 continue à l'est jusqu'à Orange Freeway (SR 57) à Glendora. Se dirigeant à l'est à partir de Orange Freeway jusqu'à son terminus est, la Route 210 est souvent indiquée comme une route d'état. Des segments de la ligne de métro L de Los Angeles parcours entre les voies de l'autoroute entre Pasadena et Arcadia, desservant trois stations :
- Lake Avenue ;
- Allen Avenue ;
- Sierra Madre Villa.

La SR 210 a présentement deux segments distincts :
- l'autoroute à l'ouest est la portion la plus récente, débutant au terminus est de l'I-210 près de San Dimas, SR 210 se prolonge à l'est pour éventuellement longer Highland Avenue, alors qu'elle continue à travers Fontana. Elle croise l'I-15 environ 16 km (10 mi) avant qu'elle croise l'I-215 à San Bernardino ;
- le segment à l'est de l'I-215 est l'ancien alignement de SR 30. Ce segment se prolonge vers l'est jusqu'aux jonctions avec l'I-215, SR 259, SR 18 et SR 330 à Highland. La SR 210 adopte une courbe vers le sud jusqu'à son terminus est avec l'I-10 à Redlands.

La Route 210 fait partie de la California Freeway and Expressway System ainsi que du National Highway System, un réseau d'autoroutes qui sont considérées comme essentielles pour l'économie, la défense et la mobilité du pays par la Federal Highway Administration.

### Courbe de Glendora
La Courbe de Glendora est l'ancien nom local donné à l'échangeur entre ce qui est maintenant SR 57 et la Foothill Freeway. La "courbe" réfère à l'I-210 alors qu'elle tournait vers le sud dans un angle de près de 90 degrés dans la ville de Glendora. Avant 2002, cette "courbe" était entièrement comprise dans l'I-210, alors qu'elle continuait vers le sud jusqu'à son ancien terminus est. Lorsque l'I-210 a été prolongée vers l'est, la portion au sud de la Courbe de Glendora a été transférée à SR 57 et le nom de Courbe de Glendora est tombé dans l'oubli.

## Liste des sorties
| Interstate 10                                                                           |                                   |       |        |        | | |
| Comté                                                                                   | Municipalité                      | mi    | km     | Sortie | Intersections / Destinations                                                                              | Notes |
| Los Angeles                                                                             | Los Angeles                       | 0,00  | 0,00   | 1A     | I-5 nord (Golden State Freeway) – Sacramento                                                              | Terminus ouest de l'I-210; sortie 161A de l'I-5                                                                                       |
| Los Angeles                                                                             | Los Angeles                       | 0,00  | 0,00   | —      | I-5 Truck vers SR 14                                                                                      | Sortie direction ouest, entrée direction est                                                                                          |
| Los Angeles                                                                             | Los Angeles                       | 0,00  | 0,00   | 1B     | I-5 nord (Golden State Freeway) – Los Angeles                                                             | Sortie direction ouest, entrée direction est; sortie 161B de l'I-5                                                                    |
| Los Angeles                                                                             | Los Angeles                       | 0,84  | 1,35   | 1C     | Yarnell Street                                                                                            | Indiqué sortie 1 direction est |
| Los Angeles                                                                             | Los Angeles                       | 1,92  | 3,09   | 2      | Roxford Street – Sylmar                                                                                   | |
| Los Angeles                                                                             | Los Angeles                       | 3,28  | 5,28   | 3      | Polk Street                                                                                               | |
| Los Angeles                                                                             | Los Angeles                       | 4,11  | 6,61   | 4      | Hubbard Street                                                                                            | |
| Los Angeles                                                                             | Los Angeles                       | 4,94  | 7,95   | 5      | Maclay Street – San Fernando                                                                              | |
| Los Angeles                                                                             | Los Angeles                       | 5,91  | 9,51   | 6A     | SR 118 (en) ouest (Ronald Reagan Freeway) – Ventura                                                       | Indiqué sortie 6B en direction ouest; sortie 46A-B de SR 118                                                                          |
| Los Angeles                                                                             | Los Angeles                       | 6,00  | 9,66   | 6B     | Paxton Street                                                                                             | Indiqué sortie 6A en direction est |
| Los Angeles                                                                             | Los Angeles                       | 7,82  | 12,59  | 8      | Osborne Street – Lake View Terrace                                                                        | |
| Los Angeles                                                                             | Los Angeles                       | 9,43  | 15,18  | 9      | Wheatland Avenue – Lake View Terrace                                                                      | |
| Los Angeles                                                                             | Los Angeles                       | 11,08 | 17,83  | 11     | Sunland Boulevard – Sunland, Tujunga                                                                      | |
| Los Angeles                                                                             | Los Angeles                       | 14,17 | 22,80  | 14     | La Tuna Canyon Road                                                                                       | |
| Los Angeles                                                                             | Glendale                          | 15,62 | 25,14  | 16     | Lowell Avenue – Tujunga                                                                                   | |
| Los Angeles                                                                             | Glendale                          | 16,77 | 26,99  | 17A    | Pensylvania Avenue – La Crescenta                                                                         | Indiqué sortie 17 direction est |
| Los Angeles                                                                             | La Crescenta-Montrose             | 17,38 | 27,97  | 17B    | La Crescenta Avenue – La Crescenta                                                                        | Sortie direction ouest, entrée direction est                                                                                          |
| Los Angeles                                                                             | La Crescenta-Montrose             | 18,22 | 29,32  | 18     | Ocean View Boulevard – Montrose                                                                           | |
| Los Angeles                                                                             | La Cañada Flintridge              | 18,88 | 30,38  | 19     | SR 2 (en) ouest (Glendale Freeway) – Los Angeles                                                          | Terminus ouest du multiplex avec SR 2; sortie 21A-B de SR 2 est                                                                       |
| Los Angeles                                                                             | La Cañada Flintridge              | 19,88 | 31,99  | 20     | SR 2 (en) est (Angeles Crest Highway) – La Cañada Flintridge                                              | Terminus est du multiplex avec SR 2                                                                                                   |
| Los Angeles                                                                             | La Cañada Flintridge              | 20,60 | 33,15  | 21     | Gould Avenue                                                                                              | Sortie direction est, entrée direction ouest                                                                                          |
| Los Angeles                                                                             | La Cañada Flintridge              | 20,60 | 33,15  | 21     | Foothill Boulevard                                                                                        | Sortie direction ouest, entrée direction est                                                                                          |
| Los Angeles                                                                             | La Cañada Flintridge              | 21,53 | 34,65  | 22A    | Berkshire Avenue / Oak Grove Drive                                                                        | |
| Los Angeles                                                                             | Pasadena                          | 22,49 | 36,19  | 22B    | Arroyo Boulevard / Windsor Avenue                                                                         | |
| Los Angeles                                                                             | Pasadena                          | 23,19 | 37,32  | 23     | Lincoln Avenue / Washington Boulevard                                                                     | |
| Los Angeles                                                                             | Pasadena                          | 24,06 | 38,72  | 24     | Seco Street / Mountain Street                                                                             | |
| Los Angeles                                                                             | Pasadena                          | 24,96 | 40,17  | 25A    | Colorado Boulevard / Del Mar Boulevard / California Boulevard – Pasadena                                  | Sortie à gauche direction est; entrée à gauche direction ouest                                                                        |
| Los Angeles                                                                             | Pasadena                          | 24,96 | 40,17  | 25B    | SR 134 (en) ouest (Ventura Freeway) – Ventura                                                             | Sortie direction est, entrée direction ouest; sortie 13B de SR 134                                                                    |
| Los Angeles                                                                             | Pasadena                          | 24,96 | 40,17  | 25A    | Fair Oaks Avenue Sud                                                                                      | Sortie direction ouest, entrée direction est                                                                                          |
| Los Angeles                                                                             | Pasadena                          | 24,96 | 40,17  | 25B    | Fair Oaks Avenue Nord / Marengo Avenue                                                                    | Sortie direction ouest, entrée direction est                                                                                          |
| Los Angeles                                                                             | Pasadena                          | 24,96 | 40,17  | 26A    | SR 134 (en) ouest (Ventura Freeway) vers SR 110 (en) / Del Mar Boulevard / California Boulevard – Ventura | Sortie direction ouest, entrée direction est; terminus est de SR 134                                                                  |
| Los Angeles                                                                             | Pasadena                          | 26,33 | 42,37  | 26     | Lake Avenue                                                                                               | Indiqué sortie 26B en direction ouest                                                                                                 |
| Los Angeles                                                                             | Pasadena                          | 26,94 | 43,36  | 27A    | Hill Avenue                                                                                               | Indiqué sortie 27 en direction est |
| Los Angeles                                                                             | Pasadena                          | 27,41 | 44,11  | 27B    | Allen Avenue                                                                                              | Sortie direction ouest, entrée direction est                                                                                          |
| Los Angeles                                                                             | Pasadena                          | 28,25 | 45,46  | 28     | Altadena Drive / Sierra Madre Boulevard                                                                   | Sortie direction est, entrée direction ouest                                                                                          |
| Los Angeles                                                                             | Pasadena                          | 28,68 | 46,16  | 29A    | San Gabriel Boulevard                                                                                     | |
| Los Angeles                                                                             | Pasadena                          | 29,29 | 47,14  | 29B    | Madre Street                                                                                              | |
| Los Angeles                                                                             | Pasadena                          | 29,80 | 47,96  | 30     | SR 19 (en) sud (Rosemead Boulevard) / Michillinda Avenue                                                  | Indiqué sortie 30A (sud) et 30B (nord) en direction est                                                                               |
| Los Angeles                                                                             | Arcadia                           | 30,82 | 49,60  | 31     | Baldwin Avenue – Sierra Madre                                                                             | |
| Los Angeles                                                                             | Arcadia                           | 31,88 | 51,31  | 32     | Santa Anita Avenue                                                                                        | |
| Los Angeles                                                                             | Monrovia                          | 32,89 | 52,93  | 33     | Huntigton Drive                                                                                           | |
| Los Angeles                                                                             | Monrovia                          | 33,91 | 54,57  | 34     | Myrtle Avenue                                                                                             | |
| Los Angeles                                                                             | Limite Monrovia – Duarte          | 34,74 | 55,91  | 35A    | Mountain Avenue                                                                                           | |
| Los Angeles                                                                             | Duarte                            | 35,24 | 56,71  | 35B    | Buena Vista Street                                                                                        | |
| Los Angeles                                                                             | Irwindale                         | 36,41 | 58,60  | 36A-B  | I-605 sud (San Gabriel River Freeway) / Mount Olive Drive                                                 | Indiqué sortie 36A (I-605) et 36B (Mt. Olive)                                                                                         |
| Los Angeles                                                                             | Irwindale                         | 37,86 | 60,93  | 38     | Irwindale Avenue                                                                                          | |
| Los Angeles                                                                             | Azusa                             | 38,96 | 62,70  | 39     | Vernon Avenue                                                                                             | |
| Los Angeles                                                                             | Azusa                             | 39,60 | 63,73  | 40     | SR 39 (en) (Azusa Avenue)                                                                                 | |
| Los Angeles                                                                             | Azusa                             | 40,60 | 65,34  | 41     | Citrus Avenue – Covina                                                                                    | |
| Los Angeles                                                                             | Glendora                          | 41,59 | 66,93  | 42     | Grand Avenue                                                                                              | |
| Los Angeles                                                                             | Glendora                          | 43,16 | 69,46  | 43     | Sunflower Avenue                                                                                          | |
| Los Angeles                                                                             | Glendora                          | 44,20 | 71,13  | 44     | Lone Hill Avenue                                                                                          | |
| Los Angeles                                                                             | Glendora                          | 44,90 | 72,26  | 45     | SR 57 sud (Orange Freeway) – Santa Ana                                                                    | Courbe de Glendora; terminus est de l'I-210; terminus ouest de SR 210; SR 57 est l'ancienne I-210 est; sortie 25B de SR 57            |
| Los Angeles                                                                             | San Dimas                         | 45,48 | 73,19  | 46     | San Dimas Avenue                                                                                          | |
| Los Angeles                                                                             | La Verne                          | 46,66 | 75,09  | 47     | SR 66 (en) (Foothill Boulevard) – La Verne                                                                | Ancienne US 66 |
| Los Angeles                                                                             | La Verne                          | 48,06 | 77,35  | 48     | Fruit Street                                                                                              | |
| Los Angeles                                                                             | Claremont                         | 49,57 | 79,78  | 50     | Towne Avenue                                                                                              | |
| Los Angeles                                                                             | Claremont                         | 51,91 | 83,54  | 52     | Base Line Road                                                                                            | |
| San Bernardino                                                                          | Upland                            | 53,65 | 86,34  | 54     | Mountain Avenue – Mount Baldy                                                                             | |
| San Bernardino                                                                          | Upland                            | 55,64 | 89,54  | 56     | Campus Avenue                                                                                             | |
| San Bernardino                                                                          | Rancho Cucamonga                  | 56,75 | 91,33  | 57     | Carnelian Street                                                                                          | |
| San Bernardino                                                                          | Rancho Cucamonga                  | 58,05 | 93,42  | 58     | Archibald Avenue                                                                                          | |
| San Bernardino                                                                          | Rancho Cucamonga                  | 59,06 | 95,05  | 59     | Haven Avenue                                                                                              | |
| San Bernardino                                                                          | Rancho Cucamonga                  | 60,06 | 96,66  | 60     | Milliken Avenue                                                                                           | |
| San Bernardino                                                                          | Rancho Cucamonga                  | 61,31 | 98,67  | 61     | Day Creek Boulevard                                                                                       | |
| San Bernardino                                                                          | Limite Rancho Cucamonga – Fontana | 63,80 | 102,68 | 64A    | I-15 (Ontario Freeway) – Barstow, San Diego                                                               | Sortie 115A-B de l'I-15 |
| San Bernardino                                                                          | Fontana                           | 64,08 | 103,13 | 64B    | Cherry Avenue                                                                                             | |
| San Bernardino                                                                          | Fontana                           |       |        | ♦      | Beech Avenue                                                                                              | Accès réservé aux HOV |
| San Bernardino                                                                          | Fontana                           | 66,08 | 106,35 | 66     | Citrus Avenue                                                                                             | |
| San Bernardino                                                                          | Fontana                           | 67,08 | 107,95 | 67     | Sierra Avenue                                                                                             | |
| San Bernardino                                                                          | Rialto                            | 68,18 | 109,73 | 68     | Alder Avenue                                                                                              | |
| San Bernardino                                                                          | Rialto                            | 69,54 | 111,91 | 70     | Ayala Drive                                                                                               | |
| San Bernardino                                                                          | Rialto                            | 71,15 | 114,50 | 71     | Riverside Avenue                                                                                          | |
| San Bernardino                                                                          | Rialto                            | 71,82 | 115,58 | 72     | Pepper Avenue                                                                                             | |
| San Bernardino                                                                          | San Bernardino                    | 72,84 | 117,22 | 73     | State Street / University Parkway                                                                         | |
| San Bernardino                                                                          | San Bernardino                    | 74,02 | 119,12 | 74     | I-215 – Barstow, Riverside                                                                                | Accès à l'I-215 sud en direction ouest via sortie 75B; ancienne I-15E; sortie 46C de l'I-215                                          |
| San Bernardino                                                                          | San Bernardino                    | 75,09 | 120,85 | 75A    | H Street                                                                                                  | Indiqué sortie 75 en direction est |
| San Bernardino                                                                          | San Bernardino                    | 75,25 | 121,10 | 75B    | SR 259 (en) vers I-215 sud – Riverside                                                                    | Accès en direction est via sortie 75; sortie 45A de l'I-215 nord                                                                      |
| San Bernardino                                                                          | San Bernardino                    | 76,37 | 122,91 | 76     | SR 18 (en) nord (Waterman Avenue)                                                                         | |
| San Bernardino                                                                          | San Bernardino                    | 77,87 | 125,32 | 78     | Del Rosa Avenue                                                                                           | |
| San Bernardino                                                                          | San Bernardino                    | 78,88 | 126,95 | 79     | Highland Avenue                                                                                           | |
| San Bernardino                                                                          | San Bernardino                    | 80,81 | 130,05 | 81     | SR 330 (en) nord – Running Springs, Big Bear Lake                                                         | |
| San Bernardino                                                                          | Highland                          | 81,47 | 131,11 | 82     | Base Line Street                                                                                          | |
| San Bernardino                                                                          | Highland                          | 82,38 | 132,58 | 83     | 5th Street / Greenspot Road                                                                               | |
| San Bernardino                                                                          | Redlands                          | 84,49 | 135,97 | 84     | San Bernardino Avenue                                                                                     | |
| San Bernardino                                                                          | Redlands                          | 85,31 | 137,29 | 85     | I-10 – Los Angeles, Indio                                                                                 | Indiqué sortie 85A (ouest) et 85B (est); terminus est de SR 210; sortie 77B de l'I-10 en direction est, sortie 77C en direction ouest |
| - Terminus de multiplex - Accès incomplet - Transition de route - Accès réservé aux HOV |                                   |       |        |        | | |